# I See You (Breaking Bad)
"I See You" es el octavo episodio de la tercera temporada de la serie dramática de televisión estadounidense Breaking Bad, y el episodio 28 en general de la serie. Escrito por Gennifer Hutchison y dirigido por Colin Bucksey, se emitió en AMC en los Estados Unidos y Canadá el 9 de mayo de 2010. El título del episodio es un juego de palabras con las siglas "UCI" (ICU, en idioma original), la unidad de cuidados intensivos de un hospital.

## Trama
Jesse es dado de alta y sale del hospital después del ataque que sufrió por parte de Hank; en ello, ve a Hank siendo ingresado en estado crítico con cuatro heridas de bala. Jesse sonríe para sí mismo cuando Skinny Pete lo va a buscar, satisfecho con la justicia kármica.
En el laboratorio, Walter le dice a un Gale confundido y molesto, que no están trabajando bien juntos y que lo reemplazarán. Jesse luego aparece en ese momento, para consternación de Walt, y muestra su personalidad grosera y poco profesional mientras admira el laboratorio, lo que confunde aún más a Gale, al darse cuenta de que él es su reemplazo. Sin embargo, Walt y Gale se dan la mano y se separan en términos relativamente amistosos, mientras que Victor le recuerda que no se atrase en su cuota semanal.
Jesse le informa a Walt sobre la condición de Hank y Walt se va inmediatamente al hospital. Walt se pone al día con su familia mientras Steve Gomez (quien ha regresado de El Paso) y George Merkert le explican que dos sicarios del Cartel (Leonel y Marco) atentaron contra la vida de Hank. Gómez expresa asombro de que Hank haya podido derribar a los dos asesinos sin su arma, y esto lleva a Marie a preguntarse por qué Hank no tenía su arma sobre él. Merkert explica que Hank tuvo que entregarlo luego de su suspensión debido a la golpiza a Jesse. Marie arremete contra ambos, culpándolos por dejar a Hank indefenso y no respaldarlo cuando más los necesitaba. También culpa a Walt, creyendo que Hank nunca se habría cruzado con Jesse si Walt nunca le hubiera "comprado marihuana", aunque luego se disculpa cuando Skyler la calma y le hace ver las cosas.
Leonel está siendo tratado en el mismo hospital que Hank y tiene una fuerte custodia policial. Cuando Gómez y Walt van a verlo desde el otro lado de la puerta, Leonel reconoce a Walt, revelando que sus 2 piernas fueron amputadas y gatea enojado hacia él antes de que la policía lo levante de nuevo a su cama. Walt se sorprende por esto y se da cuenta de que él podría haber sido su objetivo al atar los cabos con la muerte de Tuco.
Gus recibe una llamada de Juan Bolsa. Le cuenta que el intento de matar a un agente de la DEA ha llevado al gobierno mexicano a tomar medidas enérgicas contra el Cartel y a que la frontera sea monitoreada con más escrutinio, obligándolo a pasar desapercibido en México. Bolsa sospecha que Gus fue quien orquestó el golpe, ya que Marco y Leonel no habrían actuado solos. Le dice a Gus que tiene la intención de obtener la verdad de Leonel sobre quién les permitió actuar.
Walt pasa los siguientes días en el hospital mientras Jesse permanece en el laboratorio, esperando que regrese para que puedan continuar cocinando para cumplir con su cuota, aún asombrado por sus instalaciones. Walt finalmente recibe una llamada de Gus para verificar su progreso. No queriendo dar ninguna información que pueda revelar que su cuñado es un agente de la DEA, Walt miente acerca de por qué se están quedando atrás, diciendo que Gale los ha retrasado significativamente y, para compensarlo, promete producir 400 libras (181,4 kg) de metanfetamina la próxima semana. Gus está de acuerdo con esto.
Walt se horroriza cuando Gus aparece repentinamente en el hospital, trayendo comida gratis de Los Pollos Hermanos como muestra de su apoyo a la DEA. Gus conoce al resto de la familia de Walt y se relaciona con el momento en que conoció a Hank, y le revela a Walt que ya sabía que su cuñado estaba en la DEA. Walt habla en privado con Gus y le asegura que Hank no es un problema para su negocio. Gus le dice sutilmente que Leonel ya no será un problema. Cuando se va, Leonel repentinamente sufre un paro cardíaco y muere. Luego se muestra a Mike desechando una jeringa y pasando desapercibido; toda la apariencia de Gus es una distracción para que él haga su trabajo, mientras los agentes y Gomez observan y celebran su muerte.
Más tarde esa noche, Gus recibe otra llamada de Bolsa, cuya casa ahora está rodeada por federales mexicanos debido a que Gus les avisó sobre su ubicación. Con Leonel ahora muerto, Bolsa está convencido de que Gus está detrás de todo esto, y jura que el Cartel buscará represalias contra él, pero los federales lo interrumpen. Sus guardaespaldas investigan y son derribados por disparos. Mientras Bolsa intenta escapar, dos agentes lo encuentran y lo matan a tiros. El episodio finaliza cuando la familia recibe la orden de ver a Hank, quien se ha estabilizado de sus heridas. 

## Producción
El episodio fue escrito por Gennifer Hutchison y dirigido por Colin Bucksey; se estrenó en AMC en los Estados Unidos y Canadá el 9 de mayo de 2010.

## Recepción

### Recepción de la crítica
Donna Bowman de The AV Club señaló que "este episodio tiene que ver con la organización que ahora emplea a Walter, su largo alcance y su ambición despiadada", pero criticó la escena del hospital como "chorros de clichés". Seth Amitin de IGN le dio al episodio una calificación de 9.4/10, calificándolo como "un gran episodio sobre los escombros emocionales que quedaron a raíz del increíble tumulto de la semana pasada".
En 2019, The Ringer clasificó a "I See You" en el puesto 47 en su ranking de los 62 episodios totales de la serie.

### Audiencia
La emisión original del episodio fue vista por 1,78 millones de personas, lo que supuso un aumento con respecto a los 1,52 millones del episodio anterior, "One Minute".